# Georges Mendes
Georges Mendes (ur. 26 maja 1974 w Riba de Mouro) – portugalski narciarz alpejski, uczestnik Zimowych Igrzysk Olimpijskich 1994 w Lillehammer.

## Osiągnięcia

### Igrzyska olimpijskie
| Miejsce | Dzień     | Rok  | Miejscowość | Konkurencja | Czas biegu  | Strata   | Zwycięzca       |
| ------- | --------- | ---- | ----------- | ----------- | ----------- | -------- | --------------- |
| 41.     | 13 lutego | 1994 | Lillehammer | Zjazd       | 1:49,20 min | +3,45 s  | Tommy Moe       |
| DNF1    | 17 lutego | 1994 | Lillehammer | Supergigant | -           | -        | Markus Wasmeier |
| 32.     | 23 lutego | 1994 | Lillehammer | Gigant      | 3:05,20 min | +12,74 s | Markus Wasmeier |

### Mistrzostwa świata juniorów
| Miejsce | Dzień       | Rok  | Miejscowość   | Konkurencja | Czas biegu  | Strata   | Zwycięzca          |
| ------- | ----------- | ---- | ------------- | ----------- | ----------- | -------- | ------------------ |
| 39.     | 8 kwietnia  | 1991 | Geilo         | Supergigant | 1:30,60 min | +3,44 s  | Jure Košir         |
| 76.     | 11 kwietnia | 1991 | Geilo         | Zjazd       | 1:11,25 min | +5,77 s  | Ivan Bormolini     |
| 50.     | 14 kwietnia | 1991 | Geilo         | Slalom      | 1:47,36 min | +14,07 s | Casey Puckett      |
| 10.     | 2 marca     | 1993 | Montecampione | Supergigant | 1:40,63 min | +1,84 s  | Massimiliano Iezza |
| 4.      | 4 marca     | 1993 | Montecampione | Zjazd       | 1:29,25 min | +0,98 s  | Gaëtan Llorach     |
| 26.     | 5 marca     | 1993 | Montecampione | Gigant      | 2:11,40 min | +4,95 s  | Josef Strobl       |
| 54.     | 6 marca     | 1993 | Montecampione | Slalom      | 1:50,63 min | +12,43 s | Chip Knight        |
| 18.     | 7 marca     | 1993 | Montecampione | Kombinacja  | ?           | ?        | Gaëtan Llorach     |